# Cane Nero magna bella Persica
Cane Nero magna bella Persica (traduzione dal latino: "Canta, o Nerone, le grandi guerre persiane"; traduzione dal romanesco: "Cane nero mangia bella pesca") è un celebre falso amico tra il latino e il dialetto romanesco. La frase può essere letta in entrambe le lingue, anche se i due significati sono profondamente discordanti tra loro. È una frase trabocchetto spesso usata per indovinelli e scherzi dagli studenti di latino, così come un'altra famosa frase: I vitelli dei romani sono belli. 
Una variazione sul tema è rappresentata dalle frasi latine che hanno un'apparente traduzione in italiano, che non corrisponde a quella corretta: per esempio Magis ter meus asinus est o Mala mala mala sunt bona. Diverso è il caso di quelle frasi "bilingui", che si possono leggere tanto come frasi latine quanto come frasi italiane col medesimo significato, come In mare irato, in subita procella, invoco Te, nostra Divina Stella.